# Latécoère 631
Latécoère 631 byl francouzský šestimotorový dopravní létající člun vyvinutý společností Latécoère. Jeho vývoj zkomplikovala druhá světová válka. První let absolvoval v roce 1942. Celkem bylo vyrobeno jedenáct letounů. Za války byl jeden zničen při náletu. Ve službě byl v letech 1945–1955. Za tu dobu čtyři letouny havarovaly. Jeho službu kromě zdržení způsobených válkou a nehod poznamenalo i to, že byl dokončen již v době, kdy byly létající čluny na komerčních linkách úspěšně vytlačovány moderními pozemními letouny. Ve své době byl Laté 631 největší do té doby postavený létající člun. Svou velikostí jej překonaly pouze poválečné typy Hughes H-4 Hercules (první let 1947) a Saunders-Roe Princess (první let 1952).

## Historie

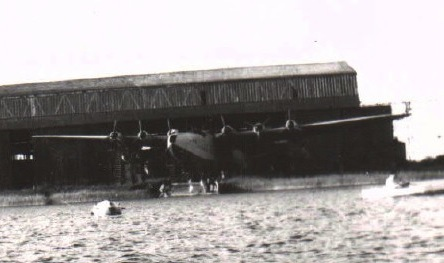
Laté 631 v hangáru v Biscarrosse

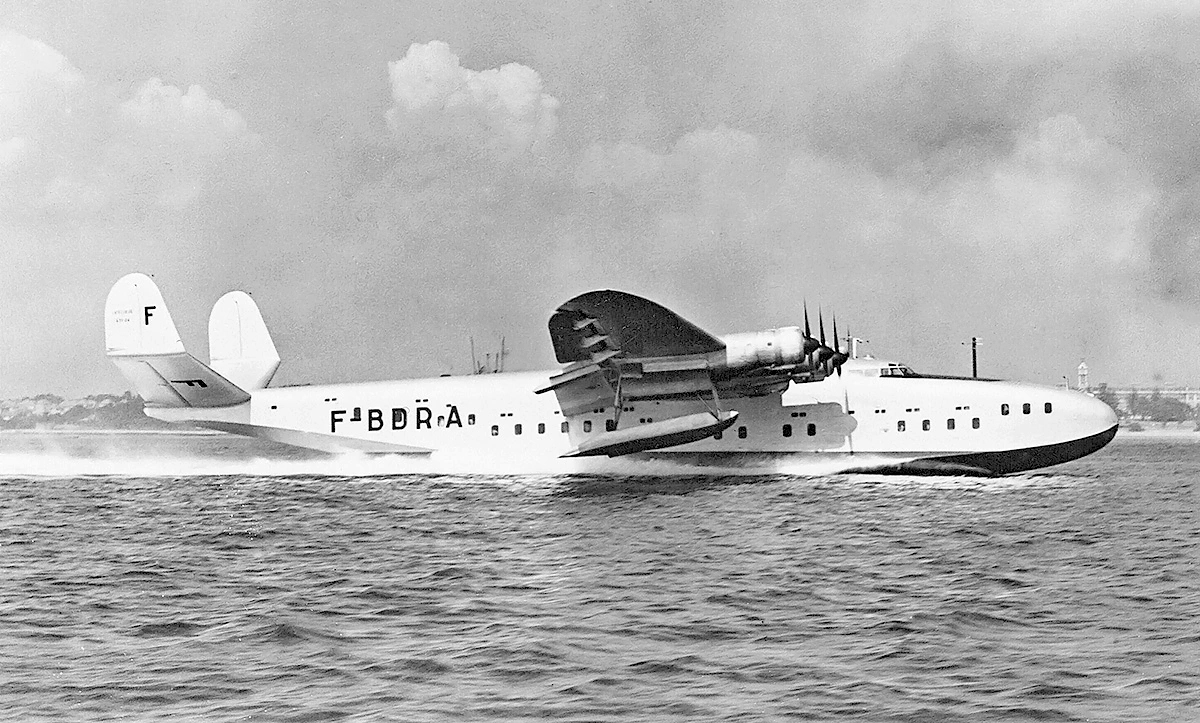
Laté 631 (F-BDRA)

V letech před druhou světovou válkou měla většina velkých vícemotorových dopravních letadel s dlouhým doletem koncepci létajícího člunu. Nejinak tomu bylo ve Francii, jejíž letouny propojovaly především koloniální oblasti jako bylo Středomoří, Afrika, Jižní Amerika a Martinik. Dne 12. března 1936 francouzské Generální ředitelství civilního letectví (Direction Générale de l'Aviation Civile) vydalo specifikace na civilní hydroplán pro transatlantické linky Air France do Severní a Jižní Ameriky. S nejméně dvaceti lůžky pro cestující a půltunou nákladu měl mít cestovní rychlost 250 km/h a dolet 6000 km. Latécoère létající čluny stavěla od roku 1926 a ve třicátých letech se zařadila mezi jejich přední francouzské výrobce. Její šéfkonstruktér Marcel Moine podle těchto specifikací navrhl létající člun Latécoère 630, vycházející z jiného již dříve rozpracovaného projektu. Dne 15. listopadu 1936 společnost získala zakázku na detailní rozpracování projektu a dne 15. dubna 1937 na stavbu prototypu. Celokovový Laté 630 mělo pohánět šest motorů Hispano Suiza 12Ydrs. Nakonec však ministerstvo 22. července 1937 projekt Laté 630 zrušilo, protože již požadovalo větší a výkonnější letoun (čtyřicet pasažérů, 5000 kg nákladu, cestovní rychlost 300 km/h). Přepracováním a zvětšením typu Laté 630 následně vznikl Laté 631. Naopak podle původních specifikací vznikl typ Potez-CAMS 161.
Prototyp létajícího člunu Laté 631 byl objednán 1. července 1938. Podle stejných specifikací byl objednán rovněž konkurenční Lioré et Olivier LeO H-49, po znárodnění francouzského leteckého průmyslu dokončený pod označením Sud-Est SE.200 Amphitrite. Do projektu však zasáhlo vypuknutí války a 12. září 1939 byly práce přerušeny, neboť všechny kapacity byly potřebné pro válečnou výrobu. Po francouzské kapitulaci byly obnoveny, ale 10. listopadu 1940 byly na německý příkaz pozastaveny. Když se podařilo získat německý souhlas s vývojem letounu, byl v březnu 1941 objednán druhý prototyp. První prototyp Laté 631-01 (F-BAHG) byl dokončen v Toulouse v létě 1942. Zalétán byl ve Středomoří dne 4. listopadu 1942. Pilotoval jej Pierre Crespy, přičemž na palubě bylo ještě sedm osob (i Marcel Moine). Dne 23. listopadu 1942 byl objednán třetí a čtvrtý prototyp. Po německé okupaci Vichistické Francie v listopadu 1942 byly zkoušky znovu přerušeny. Nakonec Němci prototyp zabavili a předali jej Luftwaffe, která mu přidělila kódové značení 61+11. Zvažovány byly možnosti využití letounu pro námořní hlídkování. Německé zkoušky letounu byly obnoveny v červnu 1943. Dne 22. ledna 1944 byl první prototyp přesunut na Bodamské jezero do Friedrichshafenu. Dne 17. dubna 1944 jej zničily britské letouny Mosquito.
V září 1944 byly objednány pátý až devátý letoun. Druhý prototyp Laté 631 (imatrikulace F-BANT, „Lionel de Marmier“) byl za války ukrýván rozebraný a poprvé vzlétl 7. března 1945. Po skončení války to byl po nějaký čas jediný francouzský dopravní letoun schopný transatlantických letů. Od 31. července do 4. srpna 1945 druhý prototyp podnikl 6000 kilometrů dlouhý propagační let do Dakaru. Dne 24. srpna 1945 byly objednány poslední dva letouny, takže jejich celkový počet stoupl na jedenáct. Avšak po znárodnění společnosti Latécoère byla výroba posledních šesti letounů rozdělena mezi společnosti AECAT (vznikl právě z Latécoère), Breguet, SNCASO a SNCAN.
V říjnu 1945 druhý prototyp uskutečnil propagační let do Rio de Janeira, kde přistál 25. října 1945. V únoru následujícího roku Argentina objednala tři letouny, nikdy za ně však nezaplatila, takže z obchodu sešlo. Naopak v květnu 1946 další tři letouny objednala společnost Air France. Byly to stroje F-BANU („Henri Guillaumet“, první vzlet 15. června 1946), F-BDRA (první vzlet 22. května 1947) a F-BDRC (první vzlet 9. listopadu 1947).
Letouny Laté 631 společnosti Air France dokázaly jeden rok (od července 1947 do srpna 1948) provozovat nejdelší nepřetržitou komerční linku své doby, z francouzského Biscarrosse do Fort-de-France na Martiniku, s mezipřistáním v Port-Etienne v Mauritánii. Na této trase létaly na vzdálenost až 4700 km a překonaly tak několik světových rekordů.
Služba tohoto typu u Air France však trvala jen několik let. Aerolinky je přestaly provozovat po havárii letounu F-BDRC, který 1. srpna 1948 zmizel při letu do Port-Etienne v Mauretánii. Ještě v srpnu 1948 Air France letouny vyřadila. V březnu 1949 proto byla založena společnost SEMAF (Société d'Exploitation du Matériel Aéronautique Français), aby zbývající letouny provozovala jako nákladní. Společnost SEMAF prováděla letové zkoušky se strojem F-WANU (původně F-BANU), který se při nich v březnu 1950 zřítil i s celou posádkou. Nehoda vedla k rozpadu společnosti SEMAF, kterou nahradila další nově vytvořená společnost La Société France Hydro. Získala celkem tři letouny, z nichž byl nakonec jako nákladní od března 1952 nasazen F-BDRE, přeznačený na F-WDRE. Tento poslední létající stroj Laté 631 (F-WDRE) se v září 1955 se zřítil v bouři nad Kamerunem. Provoz tohoto typu tím skončil. V únoru 1956 navíc byly tři letouny neopravitelně poškozeny při kolapsu střechy hangáru v Biscarrosse. Zbývající letouny byly sešrotovány. V roce 1961 byly z Bodamského jezera vyzvednuty a sešrotovány zbytky prvního prototypu.

## Konstrukce

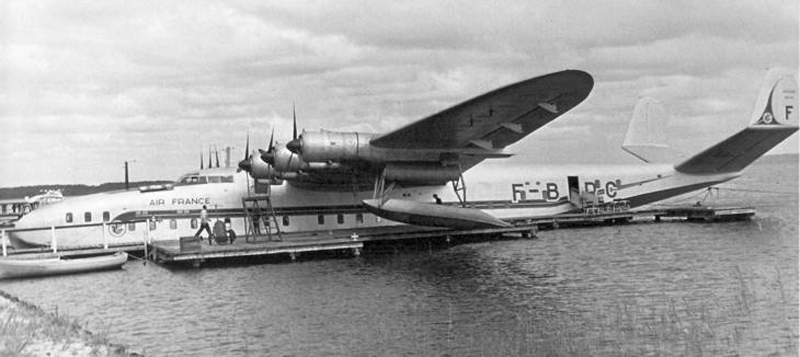
Laté 631 (F-BDRC). Tento letoun 1. srpna 1948 zmizel při letu do Port-Etienne v Mauretánii

Jednalo se o celokovový šestimotorový hornoplošný létající člun se zatažitelnými plováky. Svislá ocasní plocha byla zdvojená. Postaven byl ze slitin hliníku. Kokpit a pracoviště navigátora/radisty se nacházely před křídlem, nad hlavním prostorem pro cestující. Letoun byl vybaven i kuchyňkou a barem pro cestující. Křídlo neslo šest motorů Wright R-2600-C14 Twin Cyclone o výkonu 1950 k (zvažovány byly i motory Gnome-Rhône 18P o výkonu 1500 hp, Gnôme Rhône 14R a Pratt & Whitney R-2800), pro účely údržby přístupných průchodem v křídle z pracoviště navigátora/radisty. Motory poháněly třílisté stavitelné vrtule Ratier o průměru 4,3 metru. Palivo bylo uloženo v šesti křídelních a šesti trupových nádržích.

## Nehody
- Dne 17. dubna 1944 byl první prototyp (ve zbarvení Luftwaffe, 61+11) na Bodamském jezeře ve Friedrichshafenu zničen britskými letouny Mosquito. Společně s ním byl zničen prototyp francouzského létajícího člunu SE.200.[5]

- Dne 31. října 1945 měl nehodu druhý letoun Laté 631-02 (F-BANT), letící se 64 pasažéry z Rio de Janeira do Montevidea. Porucha vrtule na třetím motoru způsobila jeho oddělení a poškození sousedního druhého motoru. Utržený list vrtule pronikl do trupu, kde zabil dva cestující. Letounu se podařilo nouzové přistání v Laguna da Rocha a později byl opraven.[8]

- Dne 21. února 1948 téměř nový sedmý vyrobený letoun Laté 631 (F-BDRD) havaroval ve špatném počasí u St. Marcouf v Normandii. Letěl z Le Havre do Biscarrosse. Všech devatenáct osob na palubě zemřelo.[9]

- Dne 1. srpna 1948 šestý vyrobený letoun Laté 631 „Lionel de Marnier“ (F-BDRC) aerolinií Air France zmizel při letu z Biscarrosse do Port-Etienne v Mauretánii, kde měl dotankovat palivo před druhou částí trasy s cílem na Martiniku. O pět dní později americký kutr USCGC Campbell (WPG-32) z moře vylovil dvě sedadla ze ztraceného letounu. Stalo se tak přibližně 110 km západně od města Nuakšott. Do ukončení pátrání 8. srpna 1948 už byly nalezeny jen další menší trosky.[6] Příčina nehody nebyla objasněna.[2]

- Dne 28. března 1950 letoun Laté 631 (F-WANU) společnosti SEMAF (Société d'Exploitation du Matériel Aéronautique Français) při zkušebním letu havaroval u francouzského mysu Ferret. Zemřelo všech dvanáct osob na palubě. Vyšetřování dospělo k závěru, že pravděpodobnou příčinou nehody bylo únavové selhání ovládacích spojek křidélek v důsledku současného výskytu několika vibračních jevů.[7]

- Dne 10. září 1955 poslední aktivní létající člun Laté 631 (F-BDRE), provozovaný v Africe společností France-Hydro, havaroval při nákladním letu v bouři jižně od města Banyo v Kamerunu. Při nehodě zemřelo šestnáct osob.[10]

## Specifikace

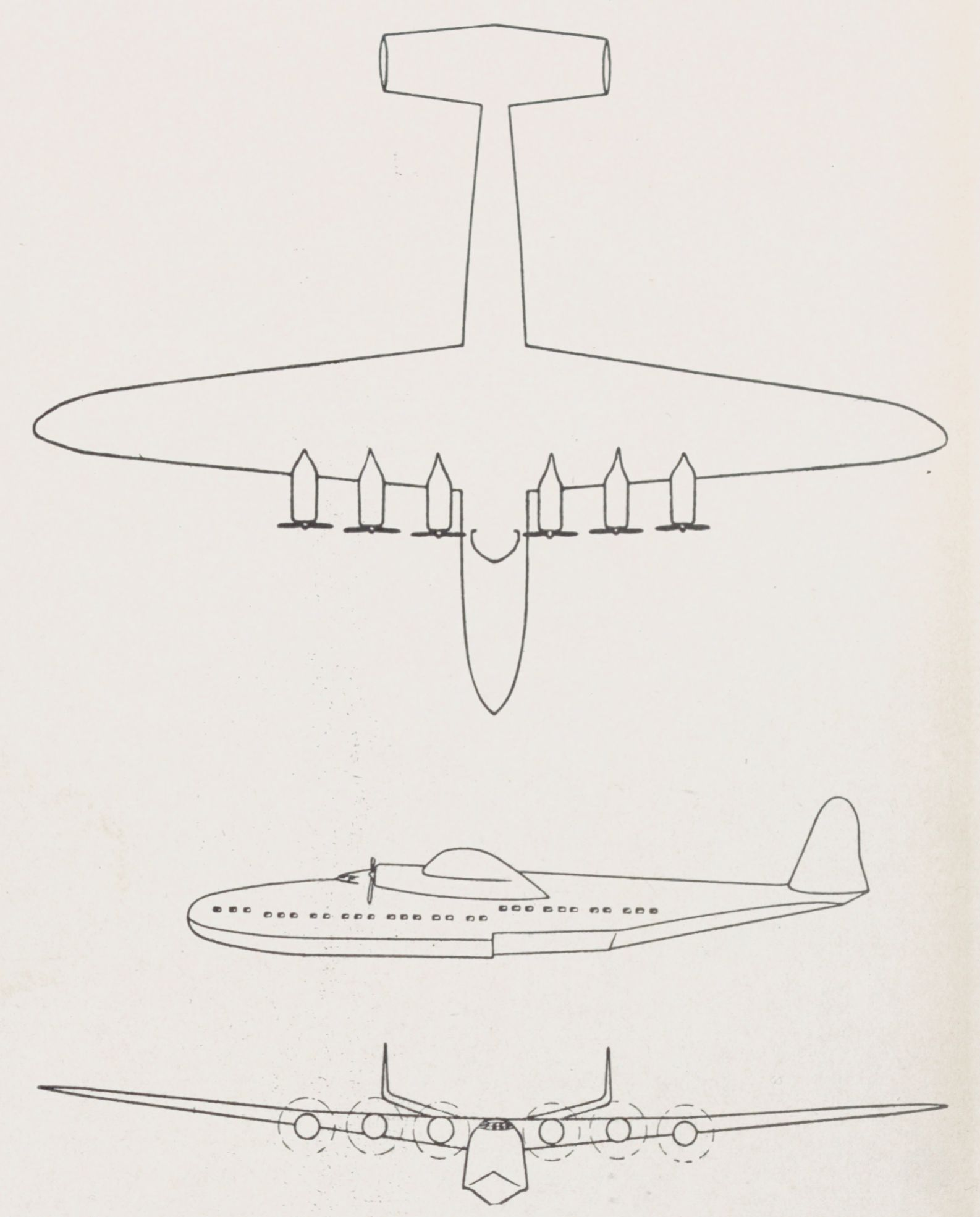
Latécoère 631

### Technické údaje
Údaje podle
- Osádka:
- Kapacita: 50
- Rozpětí: 57,43 m
- Délka: 43,46 m
- Výška: 10,35 m
- Nosná plocha: 350 m²
- Hmotnost prázdného letounu: 40 490 kg
- Vzletová hmotnost: 75 000 kg
- Pohonná jednotka: 6× dvouhvězdicový čtrnáctiválec Wright R-2600-C14 Twin Cyclone
- Výkon pohonné jednotky: 1950 k

### Výkony
- Maximální rychlost: 395 km/h (ve výšce 1800 m)
- Cestovní rychlost: 295 km/h (ve výšce 500 m)
- Dolet: 6800 km